# Lecane namatai
Lecane namatai är en hjuldjursart som beskrevs av Segers och Mertens 1997. Lecane namatai ingår i släktet Lecane och familjen Lecanidae. Inga underarter finns listade i Catalogue of Life.